# Ljetna univerzijada 2009.
XIV. Ljetna univerzijada organizirana je u Beogradu u Srbiji. Bila je to jubilarna dvadeseta Univerzijada koja je trajala od 1. do 12. srpnja. U 15 sportova i 208 disciplina natjecalo se oko 6.300 sportaša studenata iz 145 zemalja. Osim u Beogradu sportska natjecanja održavala su se i u drugim gradovima Zemunu, Pančevu, Obrenovcu, Novom Sadu, Smederevu i Vršcu.

## Discipline
Natjecateljske discipline bile su:
- atletika,
- džudo,
- nogomet,
- košarka,
- mačevanje,
- odbojka,
- plivanje,
- ritmička gimnastika,
- skokovi u vodu,
- sportska gimnastika,
- stoni tenis, *streličarstvo,
- tenis,
- tekvondo i
- vaterpolo.

## Vanjske poveznice
- Službena internet stranica  Arhivirana inačica izvorne stranice od 26. veljače 2009. (Wayback Machine)
- Službena stranica (FISU)